# De grandes espérances (film, 2012)
Pour les articles homonymes, voir Les Grandes Espérances (homonymie).
Pour plus de détails, voir Fiche technique et Distribution.
De grandes espérances (Great Expectations) est un film britannique réalisé par Mike Newell et sorti en 2012.
Il s'agit de l'adaptation du roman du même nom de Charles Dickens.

## Synopsis
Philip Pirrip, surnommé « Pip », est un jeune orphelin. Il vit auprès de sa sœur qui l'élève avec son mari Joe Gargery (Jason Flemyng). Il subit brimades et violence de la part de celle-ci mais heureusement Joe essaie de le protéger du mieux qu'il peut.
Un matin alors qu'il va se recueillir sur la tombe de sa mère le petit Pip tombe nez à nez avec un fugitif récemment évadé d'un bateau prison. Celui-ci va exiger de Pip qu'il lui ramène à manger pour le lendemain matin à l'aube.
Pip vole une lime, des vivres et une tarte pour aller les porter au fugitif. Celui-ci semble très touché par les attentions du jeune Pip et quand plus tard il se fait arrêter on voit qu'il est reconnaissant envers le jeune homme.
Plus tard, Pip est apprenti forgeron, il fait bientôt la connaissance de la mystérieuse Miss Havisham (Helena Bonham Carter), femme étrange et excentrique qui demeure recluse dans son manoir depuis que son fiancé l'a abandonnée, de longues années auparavant. Il rencontre chez elle la belle Estella (Holliday Grainger), la protégée de Miss Havisham, avec qui il lie des sentiments très forts malgré la rudesse avec laquelle elle le traite. 
Quelques années plus tard, devenu l'héritier d'une immense fortune, Pip quitte la campagne pour Londres. Saisissant sa chance, le jeune homme devient vite un véritable gentleman sous la houlette de son protecteur Jaggers (Robbie Coltrane) et mène une vie oisive et épanouissante : toujours aussi épris d'Estella, Pip espère la séduire avec sa nouvelle condition. Mais cet amour est mis en péril par Miss Havisham : dévastée et aigrie, elle a éduqué Estella dans la haine des hommes et de leurs sentiments, faisant de sa pupille l'instrument de sa vengeance. Estella est désormais une jeune femme séduisante mais manipulatrice, au cœur de glace, indifférente aux sentiments de ses soupirants.
Estella est en fait programmée pour se marier à un jeune homme très riche qu'elle doit rendre malheureux. Pour que cette mission puisse s'accomplir Jaggers veille à ce que Pip ne puisse détourner Estella de son triste destin. Pip va par la suite faire la connaissance de son protecteur, Abel Magwitch (Ralph Fiennes), qui n'est autre que le fugitif rencontré furtivement 20 ans plus tôt. Celui-ci s'était juré de faire de son jeune ange gardien un respectable "gentleman". Condition qu'Abel n'avait malheureusement pas et qui lui a valu bien des déboires.

## Fiche technique
- Titre original : Great Expectations
- Titre français : De grandes espérances
- Réalisation : Mike Newell
- Scénario : David Nicholls, d'après le roman Les Grandes Espérances de Charles Dickens
- Photographie : John Mathieson
- Montage : Tariq Anwar
- Décors : Dominic Masters
- Costumes : Anthony Drewett et Peter Paul
- Son : Tim Atkins
- Musique : Richard Hartley
- Production : David Faigenblum, Elizabeth Karlsen, Emanuel Michael et Stephen Woolley
- Sociétés de production : BBC Films, Lipsync Productions, Number 9 Films et Unison Films
- Sociétés de distribution : Out-source Media Group (USA), Lionsgate (UK)
- Budget : n/a
- Pays de production :  Royaume-Uni
- Langue originale : anglais[1]
- Format : couleur — 35 mm — 2,35:1  —  son Dolby numérique
- Genre : drame, romance
- Durée : 128 minutes[1]
- Dates de sortie :
  - Canada : 11 septembre 2012 (Festival international du film de Toronto 2012)
  - Royaume-Uni  : 30 septembre 2012[2]
  - France : avril 2014 (en DVD)

## Distribution
| |  |  |
| Les acteurs Jeremy Irvine et Holliday Grainger à la première du film au Festival International du Film de Toronto 2012. |  |  |

- Jeremy Irvine (VF : Valéry Schatz) : Philip Pirrip, dit « Pip »
- Helena Bonham Carter (VF : Céline Mauge) : Miss Havisham
- Holliday Grainger (VF : Marie Tirmont) : Estella
- Toby Irvine : Pip, jeune
- Helena Barlow : Estella, jeune
- Ralph Fiennes : Abel Magwitch
- Robbie Coltrane (VF : Philippe Ariotti) : M. Jaggers
- Jason Flemyng : Joe Gargery
- Ewen Bremner (VF : Gabriel Le Doze) : Wemmick
- Sally Hawkins : Mme Joe
- David Walliams (VF : Jacques Bouanich) : l'Oncle Pumblechook
- Daniel Weyman : Arthur Havisham
- Jessie Cave : Biddy[3]

## Distinctions

### Nominations
- Festival international du film de Toronto 2012 : sélection « Gala Presentations »